# Lucas Piovi
Lucas Ezequiel Piovi (Buenos Aires, 1º gennaio 1992) è un calciatore argentino, centrocampista dell'Estudiantes (LP).

## Biografia
È fratello maggiore di Gonzalo Piovi.

## Caratteristiche tecniche
È un mediano.

## Carriera
È cresciuto nel settore giovanile del Vélez Sarsfield.
Ha esordito fra i professionisti il 13 marzo 2013 disputando con il Messina l'incontro di Lega Pro Seconda Divisione perso 3-0 contro il Foggia.

## Palmarès

### Club

#### Competizioni nazionali
- Supercoppa ecuadoriana: 1

LDU Quito: 2021
- Campionato ecuadoriano: 2

LDU Quito: 2023, 2024

#### Competizioni internazionali
- Coppa Sudamericana: 1

LDU Quito: 2023